# Объездчик Морант
Гарри Харборд Морант (известный как Объездчик Морант, 9 декабря 1864 — 27 февраля 1902) — австралийский ковбой, наездник, поэт, офицер колониальных австралийских сил и осуждённый военный преступник, чьё умение ладить с лошадьми послужило ему прозвищем Объездчик. Основная часть его публицистической деятельности велась на страницах журнала The Bulletin.
Во время второй англо-бурской войны Морант участвовал в самовольном расстреле нескольких пленных буров и немецкого миссионера, Даниеля Хезе, бывшего свидетелем расстрелов. Эти действия стали причиной противоречивого суда военного трибунала по статье убийство. Смертный приговор был подписан лично главнокомандующим британскими силами в Южной Африке лордом Китченером, который впоследствии отрицал факт подписи. 27 февраля 1902 года Морант был расстрелян солдатами королевского Камерон-хайлендерского полка в тюрьме Претории.
Спустя столетие после своей гибели Морант остаётся национальным героем для многих австралийцев. Его история легла в основу нескольких книг, пьесы и художественного фильма.

## След в культуре

### Кино
- Breaker Morant :  [англ.]. / Реж. Брюс Бересфорд. — Австралия, 1980. 
 В русском переводе — «Объездчик Морант», «Жестокий Морант», «Укротитель Морант», «Правонарушитель Морант».